# Imiligaarjuk Island
Imiligaarjuk Island – mała niezamieszkana wyspa należąca do Archipelagu Arktycznego, znajdująca się w regionie Kivalliq, Nunavut, Kanada. Położona jest 40 km od osady Whale Cove.